# شهرستان کلارک (اوهایو)
شهرستان کلارک، اوهایو (به انگلیسی: Clark County, Ohio) یک سکونتگاه مسکونی در ایالات متحده آمریکا است که در اوهایو واقع شده‌است.